# Corri
Corri è il quarto singolo estratto dall'album Attimo x attimo, album d'esordio di Anna Tatangelo. Il brano è in rotazione per tutta l'estate.
È scritto da Annalisa Sacchezin, composto da Luca Chiaravalli e pubblicato dall'etichetta Emi sotto l'edizione Emi Music Publishing Italia S.p.A.